# Обаїд Ахмед Альджесмі
Обаїд Ахмед Альджесмі (9 серпня 1981) — еміратський плавець.
Учасник Олімпійських Ігор 2004, 2008 років.